# 隱藻門
隐藻门是一大类的藻类，大都具有色素体，淡水中常见。细胞大小约为10-50微米，形状扁平，有两个稍微不等长的鞭毛。一个著名特征是有红藻寄生于其细胞中，形成一种内共生关系，并把藻胆素带给宿主。
原本一般认为其与定鞭藻門关系更为密切，但2015年牛津大学卡瓦利埃 - 史密斯等人的研究及2016年加拿大不列颠哥伦比亚大学帕特里克 · 基林等人的研究显示其实际上是原始色素體生物的一部分，至于其与其他植物的系统发生关系则仍不明确。

## 下属分类
本门包括以下纲：
- 隐藻纲 Cryptophyceae
- 角单胞虫纲 Goniomonadophyceae [5]

前者为自养，后者为异养。